# Sony Xperia Z1 Compact

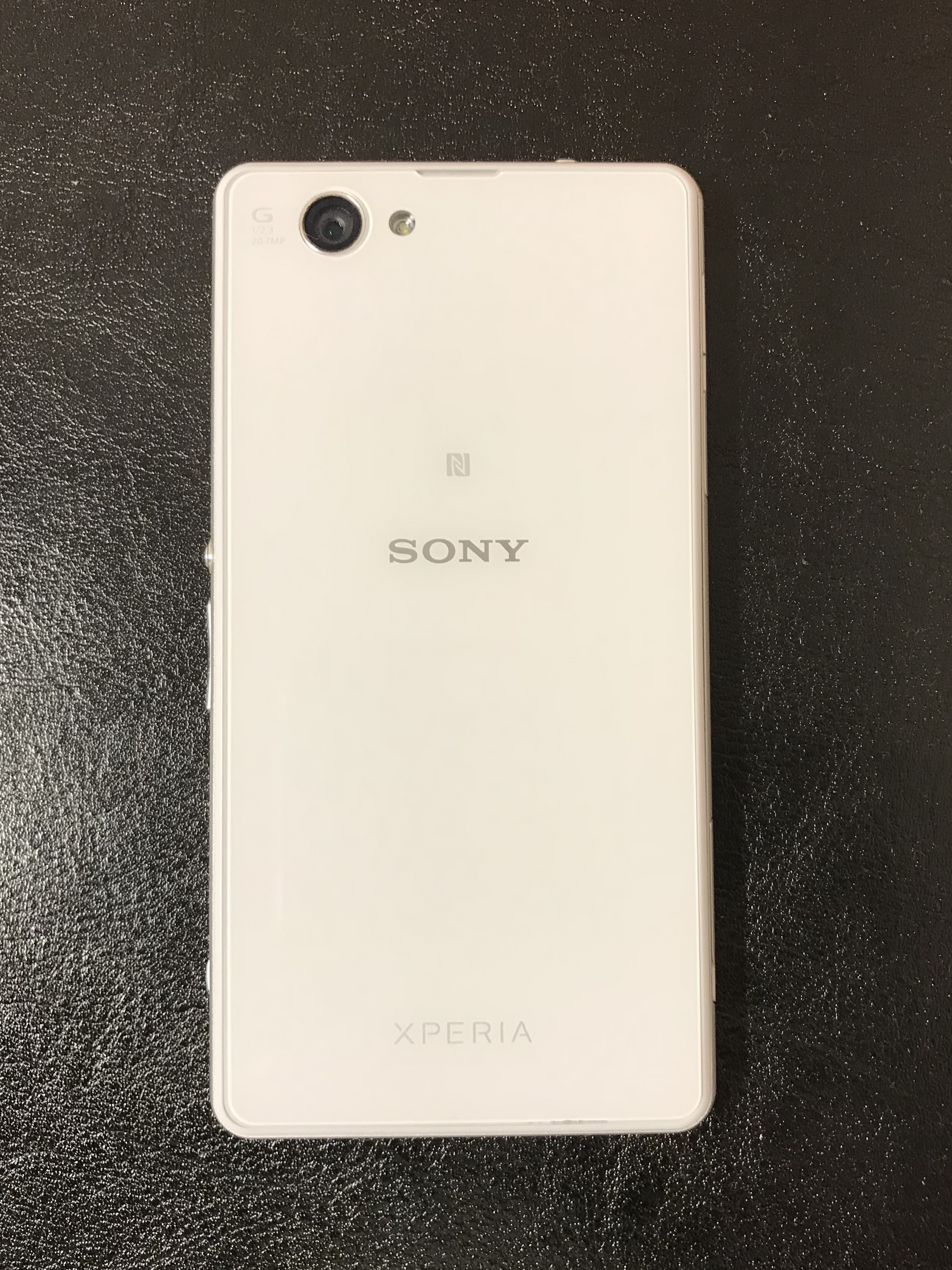
Retro dell'Xperia Z1 Compact

Il Sony Xperia Z1 Compact è uno smartphone Android prodotto da Sony. Lo Z1 Compact ha un diplay da 4.3" ed è stato messo in commercio come una versione più economica e più piccola dell'Xperia Z1 che invece ha un diplay da 5".
La versione giapponese del Z1 Compact, soprannominata SO-02F o Sony Xperia Z1 f, è stata presentata il 10 ottobre 2013 e messa in commercio il 19 dicembre 2013 in esclusiva di NTT DoCoMo. La versione internazionale di Z1 Compact è stata successivamente presentata durante una conferenza stampa al CES 2014 di Las Vegas il 6 gennaio 2014 ed è stato messo in commercio prima in Svezia il 24 gennaio 2014, e poi in più mercati nel mese di febbraio e marzo 2014.
Come l'Xperia Z1, lo Z1 Compact è impermeabile all'acqua e alla polvere, con certificazione IP55 e IP58. Il punto forte dello Z1 Compact è la sua fotocamera da 20,7 megapixel, con obbiettivo in-house di Sony e l'algoritmo di elaborazione delle immagini chiamato BIONZ. Il telefono è dotato di un pulsante di scatto dedicato e di un design unibody in alluminio con parti in vetro e plastica.